# Еврейская мафия
Еврейская мафия (также известная как «Кошер Ностра», идиш אונדזער שטיק‎) — организованная преступная группа, возникшая в США в конце XIX века среди еврейских общин. 
Долгое время считалась одной из самых сильных группировок в Чикаго во времена «сухого закона».

## История
Из-за большого наплыва еврейских иммигрантов в США из Восточной Европы, в основном из Российской империи, вместе с иммигрантами приходили и будущие мафиози, которые становились на такой путь из-за глобальной нищеты не только иммигрантов, но и обычного населения Америки времён Великой депрессии. Среди прочих заметных мафиози еврейского происхождения можно выделить Меера Лански, Багси Сигела, Фрэнка Розенталя, Арнольда Ротштейна, Дэвида Бермана, Микки Коэна, Луиса Бухальтера, Голландца Шульца и Отто Бермана. В еврейскую мафию принимали и итальянцев с еврейскими корнями, так же поступала и итальянская мафия. В итоге в еврейских группировках было много итальянцев, а среди итальянских было немало сынов Израиля — к примеру, соратником Лаки Лучано был еврей Мейер Лански. 
В связи с этим смешением евреи и итальянцы объединились в борьбе с третьей сильнейшей группировкой времен сухого закона — ирландской мафией. Еврейские группировки совместно с итальянскими стали заниматься рэкетом на тех территориях, которые они поделили. Евреи забрали себе часть Нижнего Ист-Сайда и Браунсвилл в Нью-Йорке, а также они присутствовали и в других крупных городах Соединённых Штатов. Одним из самых прибыльных дел еврейской мафии было бутлегерство, им они занимались до конца времени сухого закона. Деньги от преступных дел еврейские группировки отмывали, вкладывая их в легальные казино по всей Америке.

## После Второй мировой войны
В течение многих десятилетий после Второй мировой войны еврейская и итальянская мафия действовали так же согласованно, как и во времена сухого закона. Однако их дела постепенно приходили в упадок, несмотря на постоянное пополнение евреями-иммигрантами из СССР. Всё так же основную прибыль им приносил рэкет с подвластных территорий Нью-Йорка, Чикаго и в других больших городов Соединённых Штатов.

## В массовой культуре
- Фильм «Однажды в Америке» (1984)